# ジメチルスルホニオプロピオナート
ジメチルスルホニオプロピオナート（dimethylsulfoniopropionate、略称 DMSP）は有機硫黄化合物。スルホニウムの一種である。ミズゴケやプランクトンなどが作る物質で、硫酸塩エアロゾルと有機エアロゾルに変わり、雲を発生させる。
化学的に不安定なため、ジメチルスルフィド (DMS) やメタンチオールに分解し、それぞれがエアロゾルとなり、上空で雲ができやすくなる。これは、水田･海･湿地などの植物や植物プランクトンが作ることがわかっている。また、雲は太陽光を反射し、地球温暖化を減速させることができるとされ、近年研究が進められている。